# IJzererts

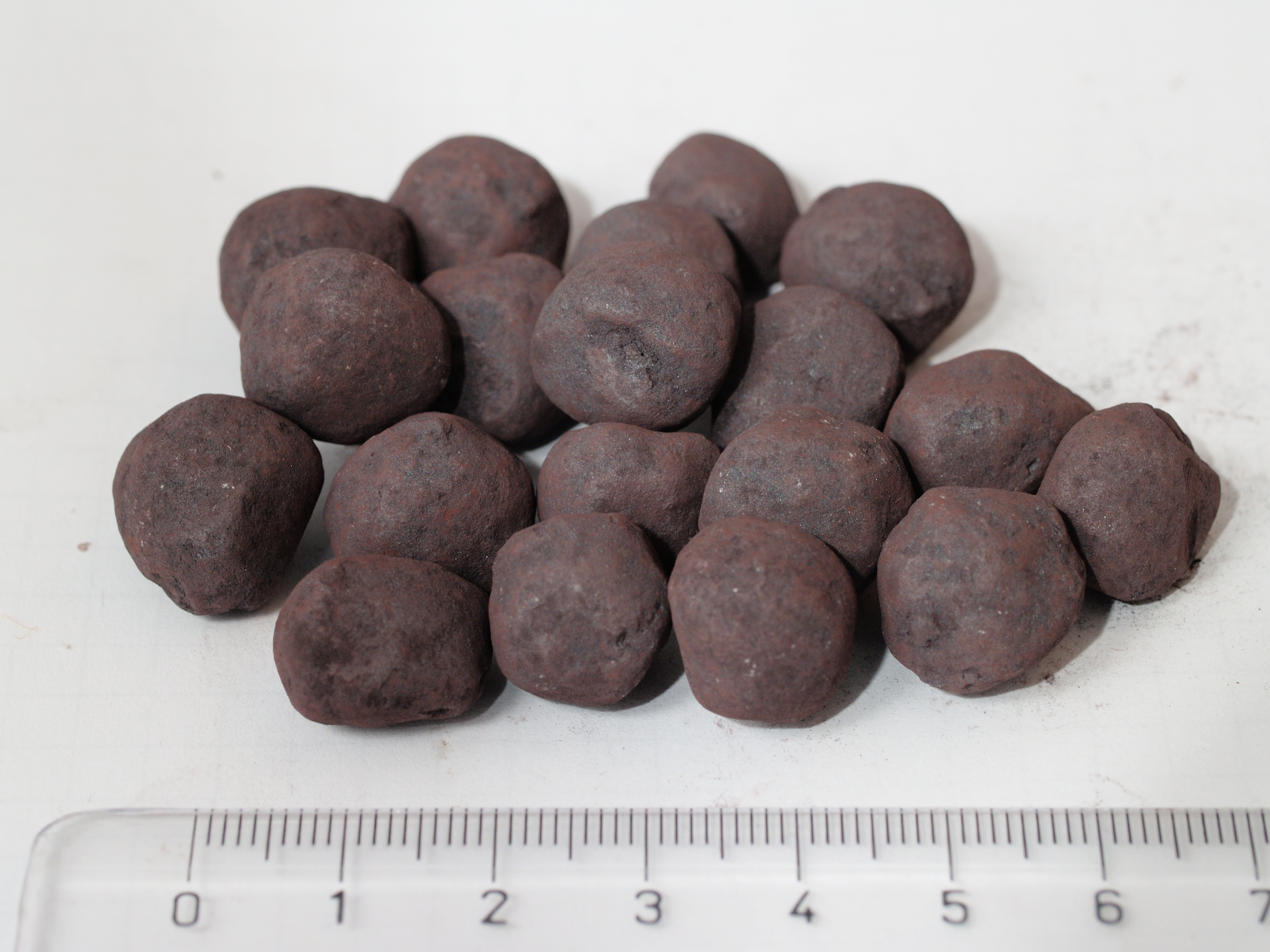
IJzerertspellets

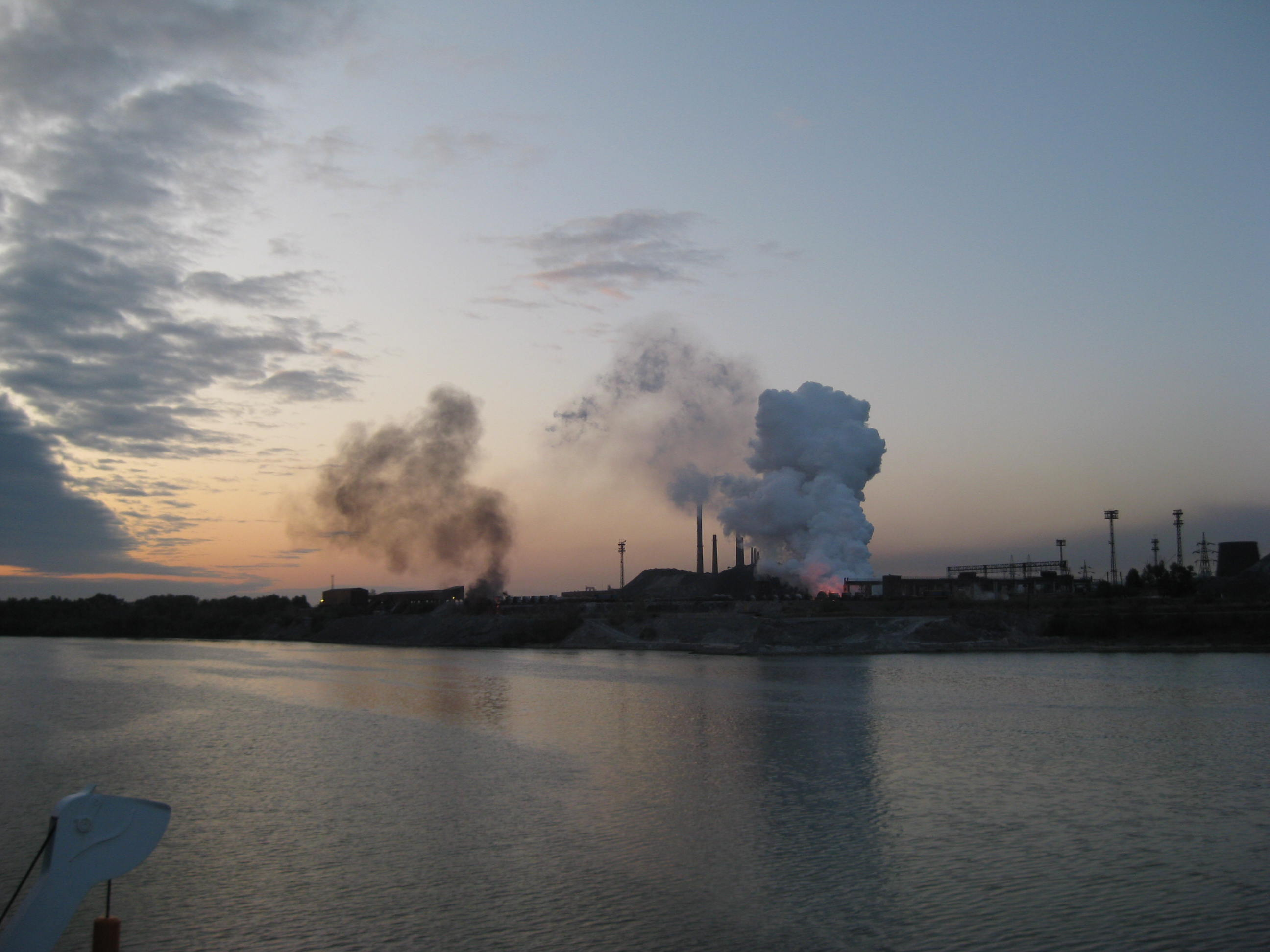
Staalfabriek aan de oever van de Dnjepr in Oekraïne

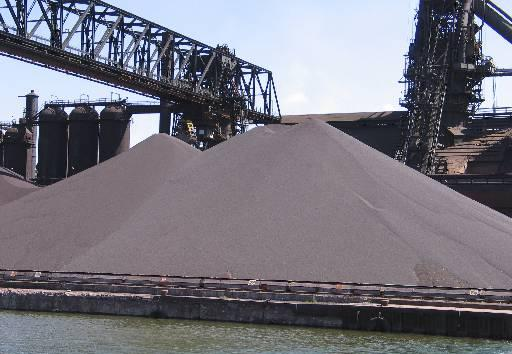
Een grote voorraad ijzererts voor de staalindustrie

IJzererts is een ertsgesteente waaruit het metaal ijzer gewonnen kan worden. Dit gebeurt door verhitting tot een zeer hoge temperatuur, tot boven het smeltpunt van ijzer, in een gesloten oven, na toevoeging van een reductor om het metaal uit zijn oxide te winnen. Meestal wordt koolstof als reductor gebruikt. De ovens die voor dit proces worden gebruikt, heten hoogovens. In het verleden werden voor dit proces ook laagovens gebruikt, waarin een lagere temperatuur heerst.
Na winning moet het ijzer nog verschillende bewerkingen ondergaan voordat het bruikbaar is als ijzer of staal.
IJzer wordt al sinds de ijzertijd door de mens gebruikt voor het vervaardigen van gereedschap en als bouwmateriaal. Het is een metaal dat niet weg te denken is uit de moderne maatschappij.

## Voorkomen
IJzererts is na bauxiet het meest voorkomende metaalerts in de aardkorst met een aandeel van zo'n 5%. Het erts ligt veelal geconcentreerd bij elkaar in zogenaamde banded iron formations. Dit zijn zeer oude sedimentaire gesteenten. Ze bestaan uit dunne laagjes ijzeroxiden (magnetiet of hematiet) afgewisseld met vuursteen of schalieachtige lagen.
Hematiet (Fe2O3) heeft een hoog ijzergehalte, tot zo'n 66%. Dit erts kan direct gebruikt worden in de hoogovens. Het wordt vaak vermengd met andere ijzerertsen om tot de gewenste samenstelling te komen. Hematiet komt veel voor in Australië en Brazilië.
In magnetiet (Fe3O4) is het ijzergehalte lager en ligt tussen de 25% en 40%. Dit erts moet eerst bewerkt worden alvorens het gebruikt kan worden. Het erts wordt vermalen, waarna veel van de niet-ijzer bestanddelen verwijderd kunnen worden: het erts wordt in ertsconcentratie-installaties langs grote magneten gevoerd tot het een ijzergehalte heeft van meer dan 60%. Het erts uit China, Europa en Noord-Amerika is veelal van het type magnetiet.
Het erts bestaat na deze behandeling nog uit 40% ander materiaal zoals fosfor, bauxiet, silica en zwavel. De overaanwezigheid van een of meer van deze andere elementen beïnvloedt de kwaliteit van het ijzer en is alleen tegen extra kosten weer te corrigeren. In de hoogovens worden diverse ijzerertsen gemengd om tot een gewenste samenstelling te komen.
Eenmaal uit de mijn komt ijzererts in vier vormen voor. Hiervan zijn er drie toepasbaar in hoogovens en alleen de fines kunnen niet direct worden gebruikt en moeten verder verwerkt worden tot sinters of pellets:
- Stukerts ((en)  lumps) van hematiet. Tijdens de winning wordt het moedergesteente verpulverd en de blokjes hebben een afmeting tussen de 6 en 40 millimeter. Het ijzergehalte is iets meer dan 60% en de blokjes kunnen direct worden gebruikt in de hoogovens.
- Fijnerts ((en)  fines) is veelal magnetiet. Het erts is verpulverd tot een diameter van maximaal 6mm om het ijzergehalte te verhogen. In deze vorm is het niet direct te gebruiken. Het stof verstopt de kanalen in de hoogovens waarlangs de hete lucht naar boven stroomt en verstoort het proces.
  - Sinters. Bij het sinteren wordt het ijzerertsstof verhit tot een temperatuur waarop het net niet smelt. Door de toevoeging van onder andere kalksteen groeien de contactpunten tussen de korrels, waardoor een zeer hard materiaal ontstaan.
  - Pellets worden gemaakt van fines met een diameter van minder dan 0,15mm. Sinteren is dan niet meer mogelijk. Door andere stoffen, waaronder een bindmiddel, toe te voegen wordt het fijnerts tot knikkers gevormd met een diameter tussen de 8 en 18mm. De pellets gaan door een oven waardoor ze hard worden.

## IJzerertsen
De belangrijkste ijzerertsen zijn sulfiden, carbonaten en oxiden.
- Sulfiden, waarvan pyriet en pyrrhotiet de belangrijkste vertegenwoordigers zijn, worden nooit rechtstreeks voor de ijzerproductie gebruikt wegens het brosse effect van zwavel op ijzerlegeringen. Zij vormen echter een belangrijke grondstof voor de productie van zwaveldioxide, dat wordt verkregen door roosten. Er blijft een poederachtig ijzeroxideresidu over ("pyrietas"), dat nog steeds grote hoeveelheden zwavel kan bevatten en daardoor ongeschikt is voor de productie van kwalitatief metaal.
- Carbonaten: sideriet, FeCO3, dat bij calcinatie onder verhitting het oxide calcinaat oplevert. In vochtige lucht wordt sideriet omgezet in lepidocrociet of, wat zeldzamer is, in goethiet. Sideriet is vaak geassocieerd met pyriet, magnesia, kalk en mangaan. Er wordt onderscheid gemaakt tussen sferoïdisch ijzercarbonaat, een wijdverbreid wit, licht geelachtig kristallijn erts, en sferosideriet, in sferoïdale massa's, gemengd met aardachtige stoffen. IJzererts uit steenkoollagen bevat steenkool: het is zwart van kleur en gemakkelijk te roosten.
- Magnetiet ferrimagnetisch spineltype Fe3O4 is het meest metaalrijke ijzermineraal. Het komt vaak samen met hematiet voor in dezelfde afzetting, maar er zijn ook zuivere magnetietafzettingen bekend. Dichtheid 5,15, zwarte kleur, metaalglans, vaak vergezeld van onzuiverheden zoals kiezelzuur, kalk, aluminiumoxide en fosfor.
- Hematiet bestaat voornamelijk uit ferri-oxidekristallen Fe2O3. Het is het belangrijkste bestanddeel van de ijzermineralen die in de ijzer- en staalindustrie worden verwerkt. Het bestaat uit verschillende types:
  - Oligist gekristalliseerd in rhombohedrons
  - Speculariet bestaat uit aggregaten van hematietkristallen met een glad spiegelend oppervlak
  - gewoon rood hematiet komt voor in vezelige, aardachtige of compacte massa's
  - oolietisch rood hematiet bestaat uit kleine samengeklonterde bolletjes
  - Martiet: een magnetiet in pseudomorfose omgezet naar hematiet.

- Maghemiet, γ-Fe2O3, is een metastabiele vorm van hematiet, α-Fe2O3, dat zich uit magnetiet vormt door progressieve oxidatie in chemische verwering. Het heeft dezelfde magnetische eigenschappen als magnetiet, terwijl hematiet zwak magnetisch is. De structuur is spinel, maar met gaten van ijzeratomen.

- Limoniet (of bruin hematiet) is een mengsel van ijzerhydroxiden in microkristallijne toestand. Limoniet wordt nooit in kristalvorm aangetroffen. Kristallen in deze niet-kristallijne stof zijn van goethiet of lepidocrociet. Het is een erts van sedimentaire oorsprong dat naast goethiet, lepidocrociet in kleine hoeveelheden hematiet, aluminiumhydroxiden, colloïdaal siliciumdioxide, kleimineralen, fosfaten, arsenaten en organische verbindingen bevat. In vezelige massa's is limoniet vrij zuiver, maar waar het in compacte of aardachtige massa's wordt aangetroffen bevat het sulfiden (van ijzer, maar ook van lood), fosfaten en arsenaten en is daardoor minder geschikt voor het maken van staal en smeedijzer en eerder voor gieterijen. Limoniet werd in het verleden gebruikt als ijzererts, maar wordt enkel nog industrieel gewonnen voor kleurstof.

Ilmeniet, is een ijzer-titanium-oxidemineraal met een hematietstructuur FeTiO3. Het is een belangrijk ertsmineraal voor de winning van titanium maar van bijkomend belang voor ijzer.
Silicaten worden niet gebruikt voor de winning van ijzer, aangezien het verwerkingsproces complex is. Bovendien zijn zij zonder behandeling onverenigbaar met het gebruik in een hoogoven doordat zij in de vorm van zand niet de nodige doorlaatbaarheid hebben om de stroom van reductiegassen mogelijk te maken.

## Mineralen

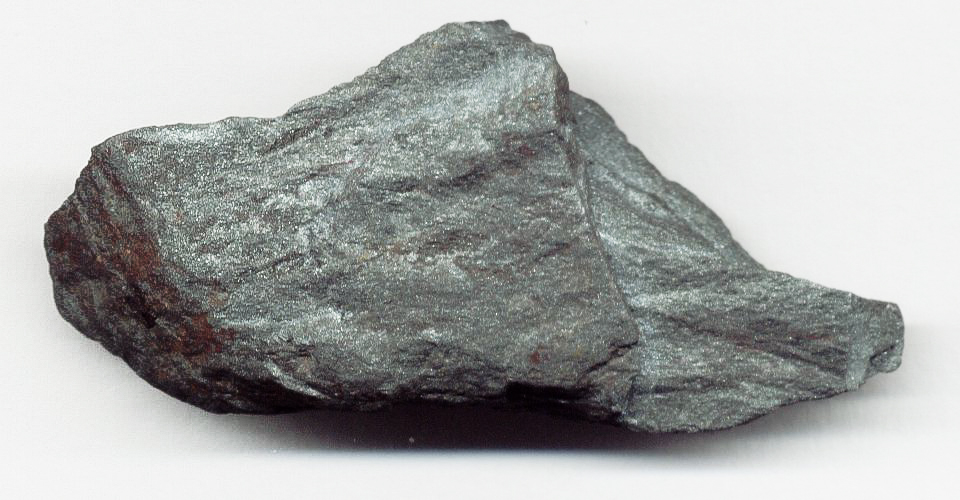
Hematiet uit Brazilië

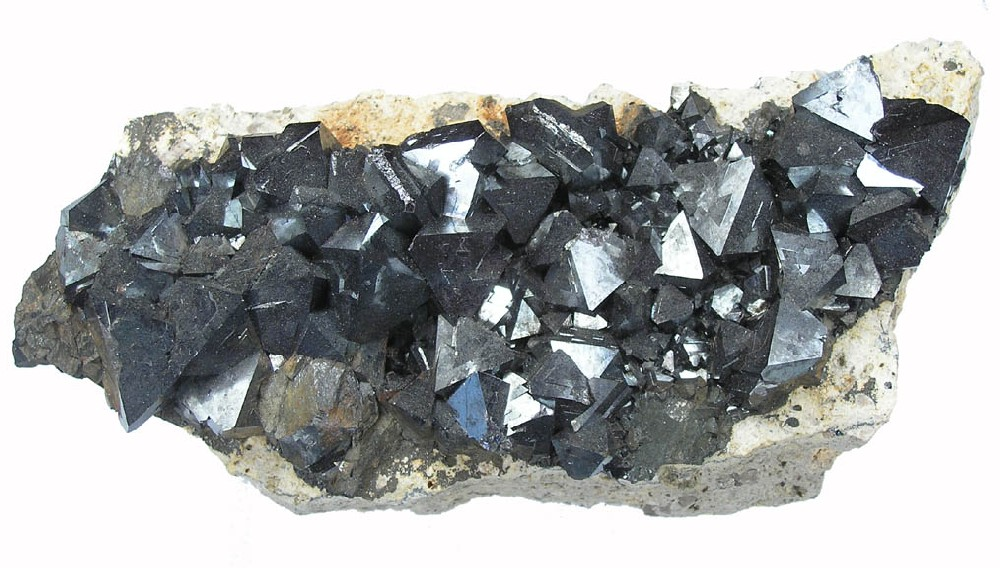
Magnetiet uit Bolivië

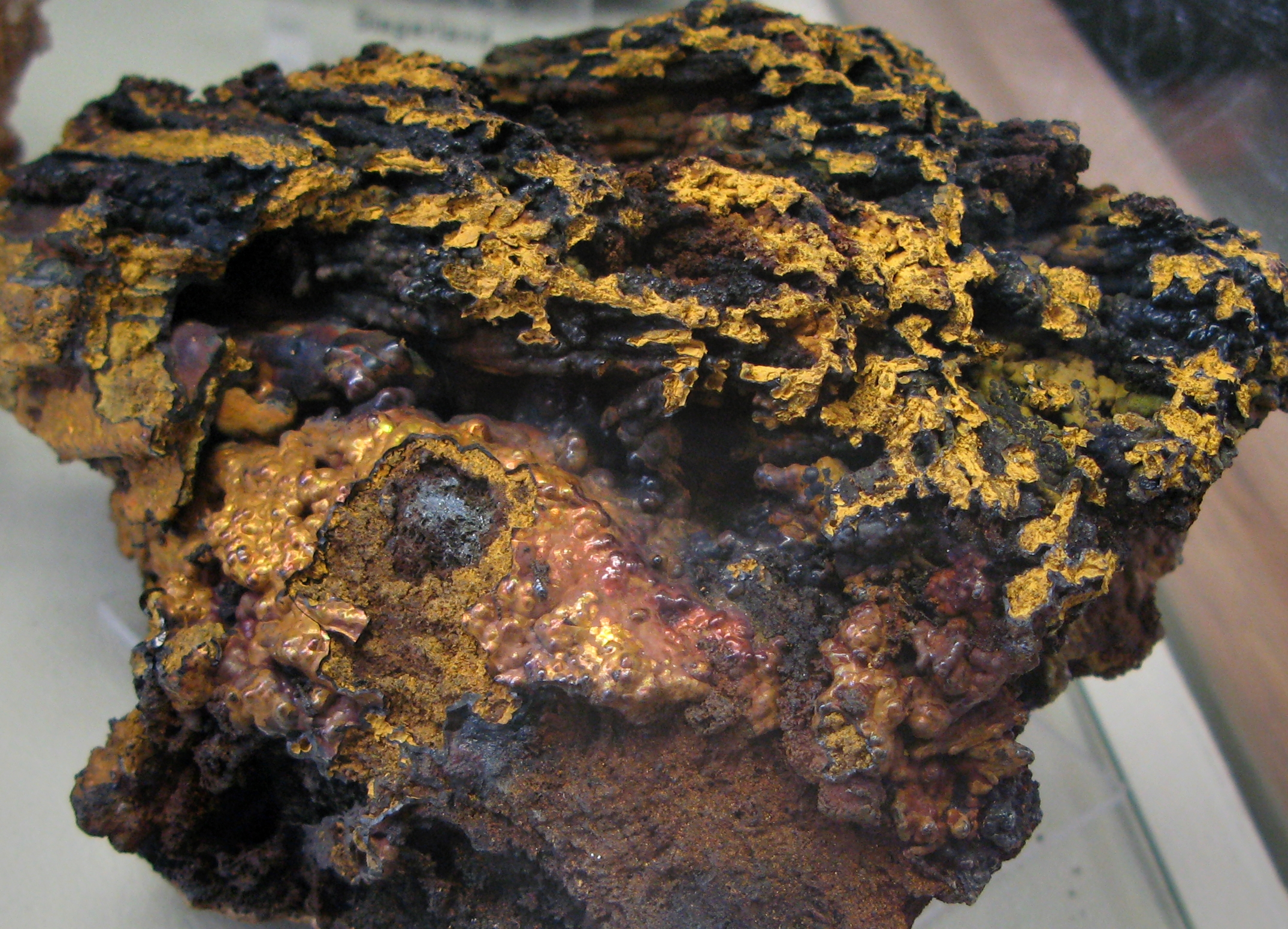
Limoniet uit Duitsland

Het gehalte aan elementair ijzer van de voornaamste ijzermineralen varieert binnen typische grenzen: 
- magnetiet: Fe = 50 - 67%
- hematiet: Fe = 30 - 65%
- limoniet: Fe = 25 - 45%
- sideriet: Fe = 30 - 40%.

| Mineraal        | Chemische formule | Theoretisch gehalte ijzer in het mineraal (in %) | Theoretisch gehalte ijzer na calcinatie (in %) |
| --------------- | ----------------- | ------------------------------------------------ | ---------------------------------------------- |
| Hematiet        | Fe2O3             | 69,96                                            | 69,96                                          |
| Magnetiet       | Fe3O4             | 72,4                                             | 72,4                                           |
| Magnesioferriet | MgOFe2O3          | 56-65                                            | 56-65                                          |
| Goethiet        | Fe2O3H2O          | 62,9                                             | 70                                             |
| Hydrogoethiet   | 3Fe2O34H2O        | 60,9                                             | 70                                             |
| Limoniet        | 2Fe2O33H2O        | 60                                               | 70                                             |
| Sideriet        | FeCO3             | 48,3                                             | 70                                             |
| Pyriet          | FeS2              | 46,6                                             | 70                                             |
| Pyrrhotiet      | Fe1−xS            | 61,5                                             | 70                                             |
| Ilmeniet        | FeTiO3            | 36,8                                             | 36,8                                           |

## Productie
Door de sterk gestegen vraag naar staal is ook de productie van ijzererts sterk opgelopen. In 2017 was het verder toegenomen naar 2160 miljoen ton. Australië is de belangrijkste producent met een wereldwijd marktaandeel van circa 40%. Brazilië staat op de tweede plaats met een productie van 435 miljoen ton (circa 20%), gevolgd door India en China. Deze vier landen hadden tezamen een aandeel van 75% in de globale ijzererts productie in 2017. In Europa is Zweden de belangrijkste producent met 27 miljoen ton erts per jaar.
De wereldwijde productie van ijzererts heeft zich als volgt ontwikkeld:
| Jaar | Ertsproductie (in miljoenen ton) |
| 1980 | 931                              |
| 1985 | 913                              |
| 1990 | 984                              |
| 1995 | 1062                             |
| 2000 | 959                              |

| Jaar | Ertsproductie (in miljoenen ton) |
| 2005 | 1340                             |
| 2010 | 1875                             |
| 2015 | 2030                             |
| 2020 | 2338                             |

De drie grootste mijnbouwbedrijven van ijzererts zijn Rio Tinto, BHP en Vale. LKAB is het belangrijkste Europese bedrijf maar heeft een productie die bescheiden is ten opzichte van de drie eerder genoemde bedrijven.
| Topproducenten van ijzererts 2020 | Topproducenten van ijzererts 2020 |
| Land                              | Productie (miljoenen ton)         |
| --------------------------------- | --------------------------------- |
| Australië                         | 923                               |
| Brazilië                          | 391                               |
| China                             | 271                               |
| India                             | 204                               |
| Rusland e.a.                      | 203                               |
| Zuid-Afrika                       | 69                                |
| Canada                            | 59                                |
| Verenigde Staten                  | 39                                |
| Zweden                            | 29                                |
| Chili                             | 15                                |

## Transport

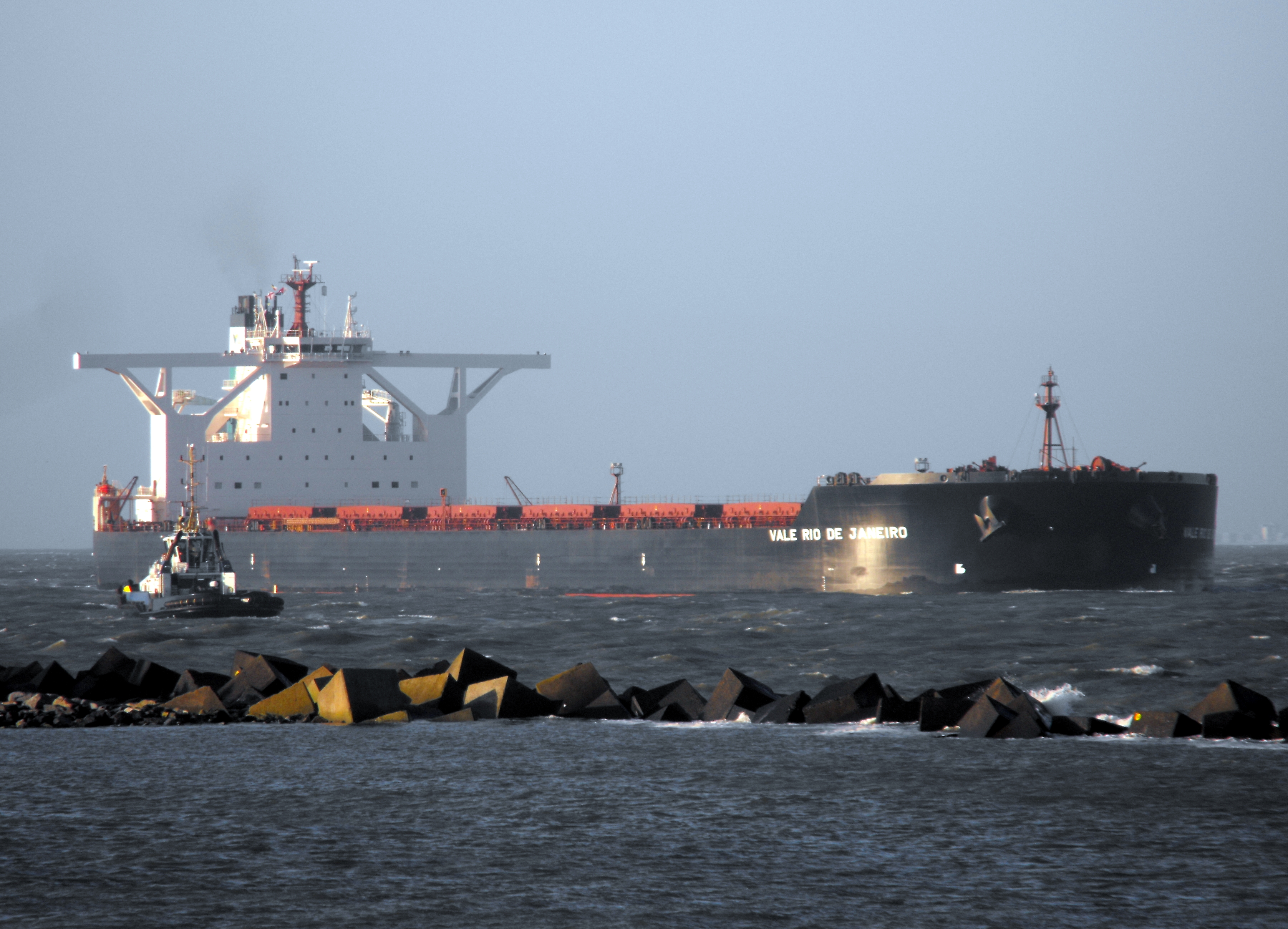
Een Valemaxbulkcarrier van 400.000 dwt vaart de haven van Rotterdam binnen (2012)

IJzererts is het meest verhandelde bulkgoed ter wereld, in 2020 werd 1640 miljoen ton internationaal verhandeld. Net zoals bij de ruwe olie wordt de ijzerertshandel bepaald door de afstand tussen de verwerking (hoogovens) en de ontginning (open of gesloten mijnen). Tijdens de industriële revolutie was het van groot belang dat de verwerking gebeurde in de buurt van de grondstoffen zoals ijzererts, steenkool en kalksteen. Ontwikkelingen in transport, de introductie van spoorwegen, grotere schepen en daarmee lagere vervoerskosten, hebben ervoor gezorgd dat de afstand waarover het erts getransporteerd moest worden minder belangrijk werd.

### Spoorwegen
Voor het transport van de mijn naar de haven wordt veelal gebruikgemaakt van treinen. Voorbeelden van spoorwegen die speciaal voor dit doel zijn aangelegd zijn, de Spoorlijn Luleå - Narvik in het noorden van Zweden, in het oosten van Canada de Quebec North Shore and Labrador Railway en in Brazilië de Estrada de Ferro Carajás. Deze laatste spoorweg heeft een lengte van bijna 900 kilometer en elke trein bestaat uit 330 goederenwagons en heeft een totale lengte van 3,4 kilometer. Per keer wordt 40.000 ton erts meegenomen.

### Zeeschepen
De ontwikkelingen van het maritieme bulk transport hebben als gevolg dat de hoogovens in de buurt van de mijnen geen grote financiële voordelen bieden, zeker in het geval van transport over land. In de laatste decennia zijn vooral hoogovens gebouwd bij havens aan de kust om een efficiënte invoer van ijzererts en steenkool mogelijk te maken. De strategie om grote gespecialiseerde schepen te gebruiken tussen de mijn en de hoogovens zijn een doorgaans gebruik in de staalindustrie, de grootte van de schepen is geëvolueerd van 120.000 dwt in 1960 tot meer dan 300.000 dwt nu. In maart 2011 leverde de Koreaanse scheepswerf DSME de Vale Brasil af, met 400.000 dwt de grootste ertscarrier ter wereld.

## Import
In de periode na de Tweede Wereldoorlog van hoge industriële groei bouwden Europa en Japan nieuwe hoogovens gelegen aan de kust voor het verwerken van geïmporteerd ijzererts. Hoewel Europa veel ijzerertsreserves had, bleven ze importeren omdat de kwaliteit van de reserves niet goed genoeg was. De sterke toename van de vraag naar ijzererts in de jaren zestig resulteerde in de grote stijging van het aantal bulkcarriers. Reders waren bereid om langdurige contracten af te sluiten om in de continue stroom van grondstoffen te voorzien. In het begin van de jaren zeventig stagneerde de groei van de staalindustrie; na een decennium van expansie was de markt verzadigd. Tussen 1975 en 2005 daalde de staalproductie van 170 miljoen ton naar 160 miljoen ton voor Europa, en in Japan bleef de productie fluctueren rond de 110 miljoen ton. 
In de jaren tachtig begon Azië een steeds belangrijker markt te worden. Zuid-Korea begon ijzererts te importeren, maar die groei werd al snel overschaduwd door de massale import door China. Tussen 2001 en 2011 steeg de Chinese import van ruim 90 miljoen ton ijzererts naar 620 miljoen ton om daarna verder te stijgen tot 1170 miljoen ton in 2020. China is daarmee veruit de grootste importeur gevolgd door de Europese Unie (ca. 100 miljoen ton), Japan en Zuid-Korea.

## Export
De grootste exporteurs van ijzererts zijn Australië (873 miljoen ton in 2020) en Brazilië (343 miljoen ton). Samen zijn ze goed voor 75% van de wereldwijde export. De mijnen in Australië bevinden zich in het noordwesten en belangrijke exporthavens zijn Port Hedland, Dampier en Port Walcott. De Braziliaanse reserves situeren zich in de bekende ijzeren vierhoek in de staat Minas Gerais. Het erts uit dit gebied wordt verscheept in de havens van Sepetiba bij Rio de Janeiro en de Porto de Tubaraõ Carajes in de stad Vitória.